# Acrostaurus turneri
Acrostaurus turneri är en svampart som beskrevs av Deighton & Piroz. 1972. Acrostaurus turneri ingår i släktet Acrostaurus, divisionen sporsäcksvampar och riket svampar.   Inga underarter finns listade i Catalogue of Life.